# 생바르텔레미의 국가
생바르텔레미의 국가(프랑스어: L'Hymne à St. Barthélemy)는 생바르텔레미의 국가이다. 이자벨 마자르 데라뱅이 작사, 미셸 발랑티가 작곡하였으며 1999년 채택되었다.
공식 석상에서는 프랑스의 국가인 마르세유 행진곡이 연주된다.

## 가사
1절
Ile oubliée des dieux et inconnue des hommes,
Tu dormais alanguie attendant qu'on te nomme,
Quand le tambour des pieds foulant tes anses blondes
T'arracha à ton rêve et t'ouvrit sur le monde.
후렴
Ouanalao ou Saint Barthélemy,
Ile des Antilles et île de France,
Garde ta foi, ton espérance,
Ta liberté sera notre devise.
2절
Arawaks, Caraïbes, Bretons et flibustiers,
Anglais, Flamands, Français, Espagnols et colons,
Pirogues, caravelles, galiotes et galions
Ecrivirent ton histoire dans le fond de tes baies.
3절
Tes enfants, hommes de mer, d'îles en îles ont cherché
Ailleurs cette fortune que tu leur refusait.
Mais de paroles de rois, Suédois puis Français,
Ils reçurent en partage honneur et dignité.
4절
Terre d'espoir, de feu, de peine et de courage,
Défiant l'océan, les vents, les ouragans,
Tes filles et tes fils sans plainte refont l'ouvrage,
Comme l'ont fait toujours avant eux leurs parents.
5절
A tes mornes arides, offre tes belles plages,
A tes années sans pluie, tes heures d'abondance,
A tes fils en exil, leur force et leur puissance,
A tes moments de doute, la parole des sages.

## 해석
1절
신께서 잊고 계셨던, 사람들조차 몰랐던 그대의 섬이여
그대는 잠자고, 노곤하고, 이름이 지어질 때까지 기다렸는가?
금빛의 골목길에서 발로 북 치는 소리가 날 때
꿈과 열린 세계를 찢고 있었다
후렴
오우아날라오(콜롬비아의 초창기 민족) 아니면 생바르텔레미,
안틸레스에서 프랑스까지
신뢰를 버리지 마라, 희망을 버리지 마라
너의 별명은 남겨지리라
2절
아라와크인이여, 카리브인이여, 브르타뉴인이여, 해적들이여
영국인이여, 플라망인이여, 프랑스인이여, 에스파냐인이여, 해결자들이여
카누여, 카라벨이여, 갈리오트여, 갈리옹이여
바다 위에서 너의 역사를 쓰리라
3절
너의 아이들 - 뱃사람들 - 이여, 섬에서 섬까지
부는 결코 네게 행운을 주지 않는다
하지만 왕은 스웨덴인과 프랑스인에게 말씀하셨다
네 유산의 명예와 존엄성을 인정하라고
4절
희망, 불, 고통과 영혼의 땅이여
바다, 바람, 허리케인을 물리치고
네 자식들이 불평불만 없이 그들을 고치기 위해
아이의 부모들은 그것을 이미 끝냈도다
5절
메마른 산은 너에게 아름다운 바다를 준다네
가뭄이 찾아와도 시간은 충분하네
그들은 너의 아들을 쫓아낼 힘을 갖고 있지만
'현명한 사람'이란 말은 결코 잊지 말거라